# Diepoltshof
Diepoltshof ist ein Ortsteil der Stadt  Nabburg im Oberpfälzer Landkreis Schwandorf (Bayern).

## Geografie
Diepoltshof liegt 350 Meter nordwestlich der Bundesautobahn 6 und ungefähr 4 Kilometer westlich von Nabburg. Etwa 400 Meter östlich von Diepoldshof entspringt der Ebertsbierlbach und fließt Richtung Südwesten an Diepoltshof vorbei.
Durch Diepoltshof führte eine alte Handelsstraße. Sie wurde im Volksmund „Zigeunerweg“ oder auch „Steinköppel“ genannt. Sie verlief von Amberg über Moos – Hiltersdorf – Holzhaus – Kohlmühle – Etsdorf – Inzendorf – Brudersdorf – Diepoltshof nach Nabburg und weiter nach Böhmen.
Südlich von Diepoltshof liegt etwa 30 Meter tief in Nord-Süd-Richtung ein Flussspatvorkommen. In den 1970er Jahren wurde hier ein alter Schacht entdeckt. Er wurde für einige Jahre mit Hilfe eines Baggers ausgebeutet, dann aber wieder geschlossen.

## Geschichte
Im Burggeding des Pfalzgrafs Ruprecht III. aus dem Jahr 1379 wurde Diepoltshof (auch: Diepoltzhoff) als zum Stadt- und Steuerbereich Nabburg gehörig erwähnt.
Im Salbuch von 1473 wurde Diepoltshof mit einer Steuer von 5 Schilling und 25 Pfennig aufgeführt. Im Salbuch von 1513 war Diepoltshof mit 1 Hof, Jägergeld jährlich von 3 Höfen und 2 Halbhöfen verzeichnet.
Während des Dreißigjährigen Krieges erlebte die Region einen Bevölkerungsrückgang. 1500, 1523, 1583 hatte Diepoltshof 5 Untertanen, 1631 und 1712 waren es 4. Die Kriegsaufwendungen betrugen 736 Gulden.
Im Amtsverzeichnis von 1596 erschien Diepoltshof mit 2 ganzen Höfen, einem Dreiviertelhof und 2 Halbhöfen. Im Türkensteueranlagsbuch von 1606 waren für Diepoltshof 3 ganze Höfe, ein Halbhof, 1 Gut, 5 Pferde, 6 Ochsen, 13 Kühe, 14 Rinder, 5 Schweine, 75 Schafe und eine Steuer von 18 Gulden und 21½ Kreuzer eingetragen. Zusätzlich zur Gutsherrschaft Schwarzenfeld gehörig ein Anwesen laut Steuerbuch von 1630 mit 2 Ochsen, 1 Pferd, 3 Kühen, 4 Rindern, 1 Schwein, 2 Frischlingen, und einer Steuer von 3 Gulden und 39½ Kreuzer.
Im Herdstättenbuch von 1721 erschien Diepoltshof mit 5 Anwesen, 6 Häusern und 6 Feuerstätten. Zusätzlich zu Schwarzenfeld gehörig ein Anwesen mit einem Haus und einer Feuerstätte. Im Herdstättenbuch von 1762 erschien Diepoltshof mit 5 Herdstätten, 2 Inwohnern und einer Herdstätte im Hirtenhaus mit einem Inwohner. Zusätzlich zu Schwarzenfeld gehörig eine Herdstätte. 1792 hatte Diepoltshof 6 hausgesessene Amtsuntertanen. Zusätzlich zu Schwarzenfeld gehörig ein hausgesessener gutsherrschaftlicher Untertan. 1808 gab es in Diepoltshof 5 Anwesen und ein Hirtenhaus.
1808 begann in Folge des Organischen Ediktes des Innenministers Maximilian von Montgelas in Bayern die Bildung von Gemeinden. Dabei wurde das Landgericht Nabburg zunächst in landgerichtische Obmannschaften geteilt. Diepoltshof kam zur Obmannschaft Brudersdorf. Zur Obmannschaft Brudersdorf gehörten: Brudersdorf, Diepoltshof, Passelsdorf, Lissenthan, Etzelhof, Bergelshof und Ödhof.
Dann wurden 1811 in Bayern Steuerdistrikte gebildet. Dabei kam Diepoltshof zum Steuerdistrikt Brudersdorf. Der Steuerdistrikt Brudersdorf bestand aus den Dörfern Brudersdorf, Passelsdorf und Diepoltshof und der Einöde Oedhof. Er hatte 26 Häuser, 155 Seelen, 230 Morgen Äcker, 100 Morgen Wiesen, 110 Morgen Holz, 3 Weiher, 12 Morgen öde Gründe und Wege, 1 Pferd, 16 Ochsen, 36 Kühe, 50 Stück Jungvieh, 100 Schafe und 24 Schweine.
1819 gehörte Diepoltshof zum Patrimonialgericht Schwarzenfeld, das bis 1848 Bestand hatte und dann an den Staat fiel.
Schließlich wurde 1818 mit dem Zweiten Gemeindeedikt die übertriebene Zentralisierung weitgehend rückgängig gemacht und es wurden relativ selbständige Landgemeinden mit eigenem Vermögen gebildet, über das sie frei verfügen konnten. Hierbei kam Diepoltshof zur Ruralgemeinde Brudersdorf. Die Gemeinde Brudersdorf bestand aus den Ortschaften Brudersdorf mit 10 Familien, Passelsdorf mit 9 Familien, Diepoltshof mit 7 Familien, Ödhof mit einer Familie, Lissenthan mit 10 Familien, Etzelhof mit 7 Familien und Bergelshof mit 6 Familien. Die Gemeinde Brudersdorf blieb bis 1972 bestehen und wurde dann nach Nabburg eingegliedert.
Diepoltshof gehörte vom 18. bis zum 20. Jahrhundert zur Filialkirche Brudersdorf der Pfarrei Nabburg, Dekanat Nabburg. Zur Filialkirche Brudersdorf, gehörten neben Brudersdorf noch Legendorf, Etzelhof, Lissenthan, Diepoltshof, Passelsdorf, Obersteinbach, Fraunberg, Ragenhof und Windpaißing.

## Einwohnerentwicklung ab 1819
| Jahr | Einwohner  | Gebäude |
| ---- | ---------- | ------- |
| 1819 | 7 Familien | k. A.   |
| 1828 | 50         | 7       |
| 1838 | 48         | 7       |
| 1864 | 63         | 36      |
| 1875 | 50         | 35      |
| 1885 | 56         | 9       |
| 1900 | 70         | 8       |
| 1913 | 53         | 7       |

| Jahr | Einwohner | Gebäude |
| ---- | --------- | ------- |
| 1925 | 55        | 7       |
| 1950 | 55        | 7       |
| 1961 | 37        | 6       |
| 1964 | 50        | 7       |
| 1970 | 34        | k. A.   |
| 1987 | 23        | 6       |
| 2011 | 35        | k. A.   |